# Jenitas

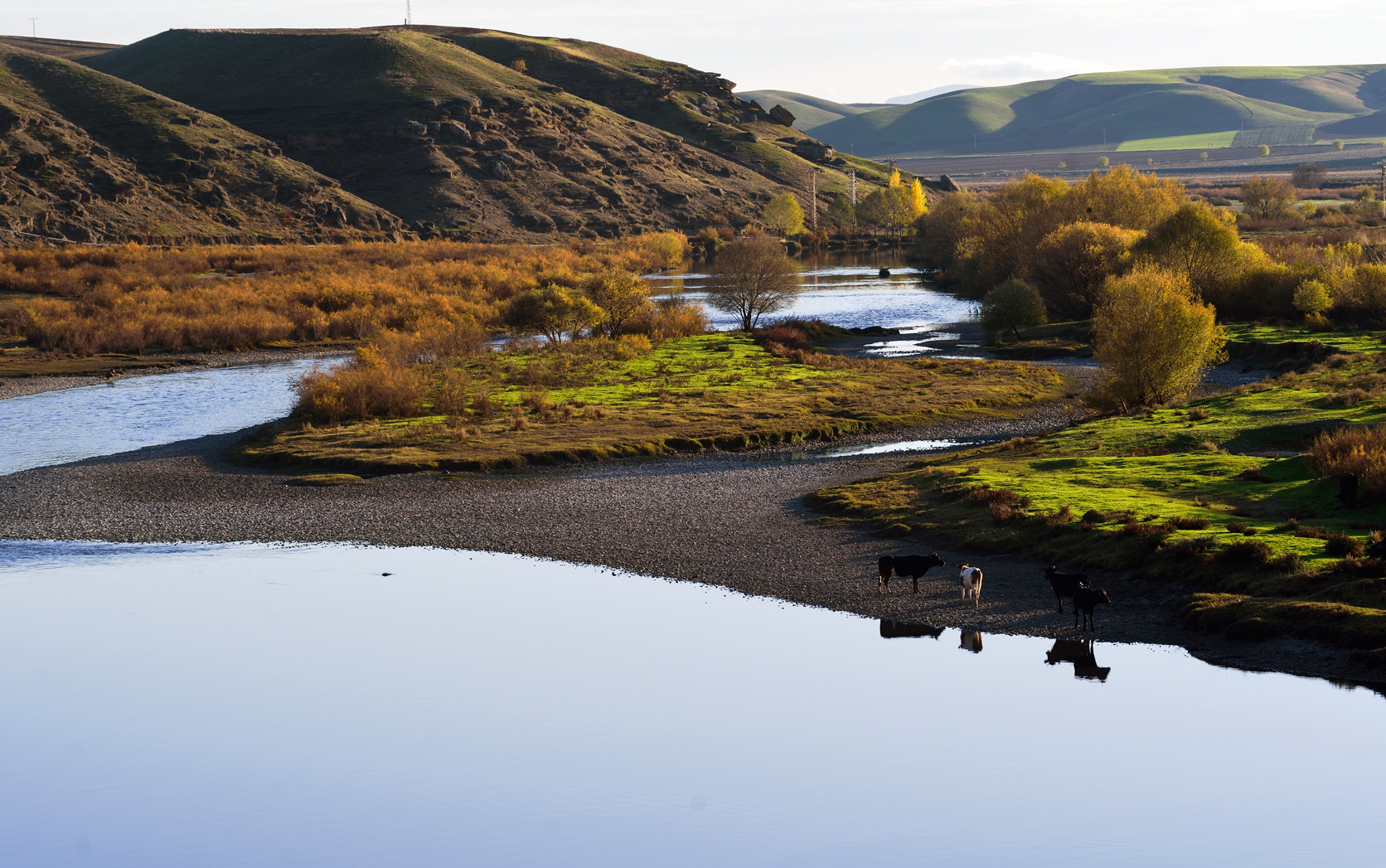
El río Tigris a su paso por la provincia de Diyarbakır (Turquía).

Jenitas (griego: Ξενoιτας; muerto en 221 a. C.) fue un aqueo al servicio del rey seléucida Antíoco III el Grande. En 221 a. C. fue despachado por el primer ministro de este, Hermias, al frente de un ejército contra Molón, el sátrapa rebelde de Media. El que se le encomendase a él la misión parece que le encantó, hasta el punto de tratar con arrogancia a sus amigos y exhibir una no pequeña presuntuosidad y temeridad en sus operaciones militares. Logró cruzar el Tigris, pero cayó en la trampa que le tendió Molón, quien fingió una retirada para de repente caer sobre Jenitas cuando la mayor parte de sus tropas yacían ebrios. Jenitas fue muerto y su ejército destruido.